# Psylliodes anatolicus
Psylliodes anatolicus es una especie de insecto coleóptero de la familia Chrysomelidae, descrita en 2004 por Gok & Cilbiroglu.